# Palacio Carignano
El palacio Carignano (del italiano: Palazzo Carignano) es un palacio situado en la calle de la Academia de las ciencias (Via Accademia delle Scienze) en Turín (Piamonte), en el norte de Italia. Es una de las «Residencias de la casa real de Saboya» declaradas Patrimonio de la Humanidad por la Unesco. El palacio fue diseñado por el arquitecto italiano Guarino Guarini.

## Historia

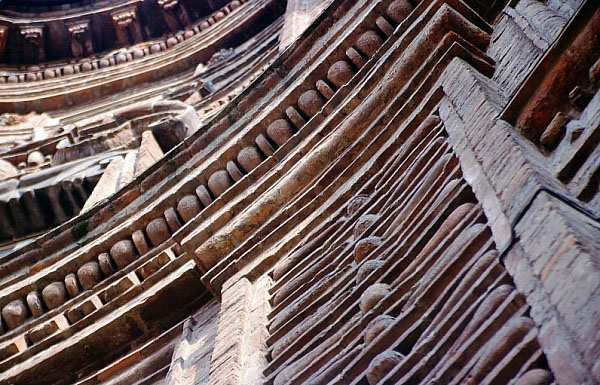
Detalle de la fachada ondulada.

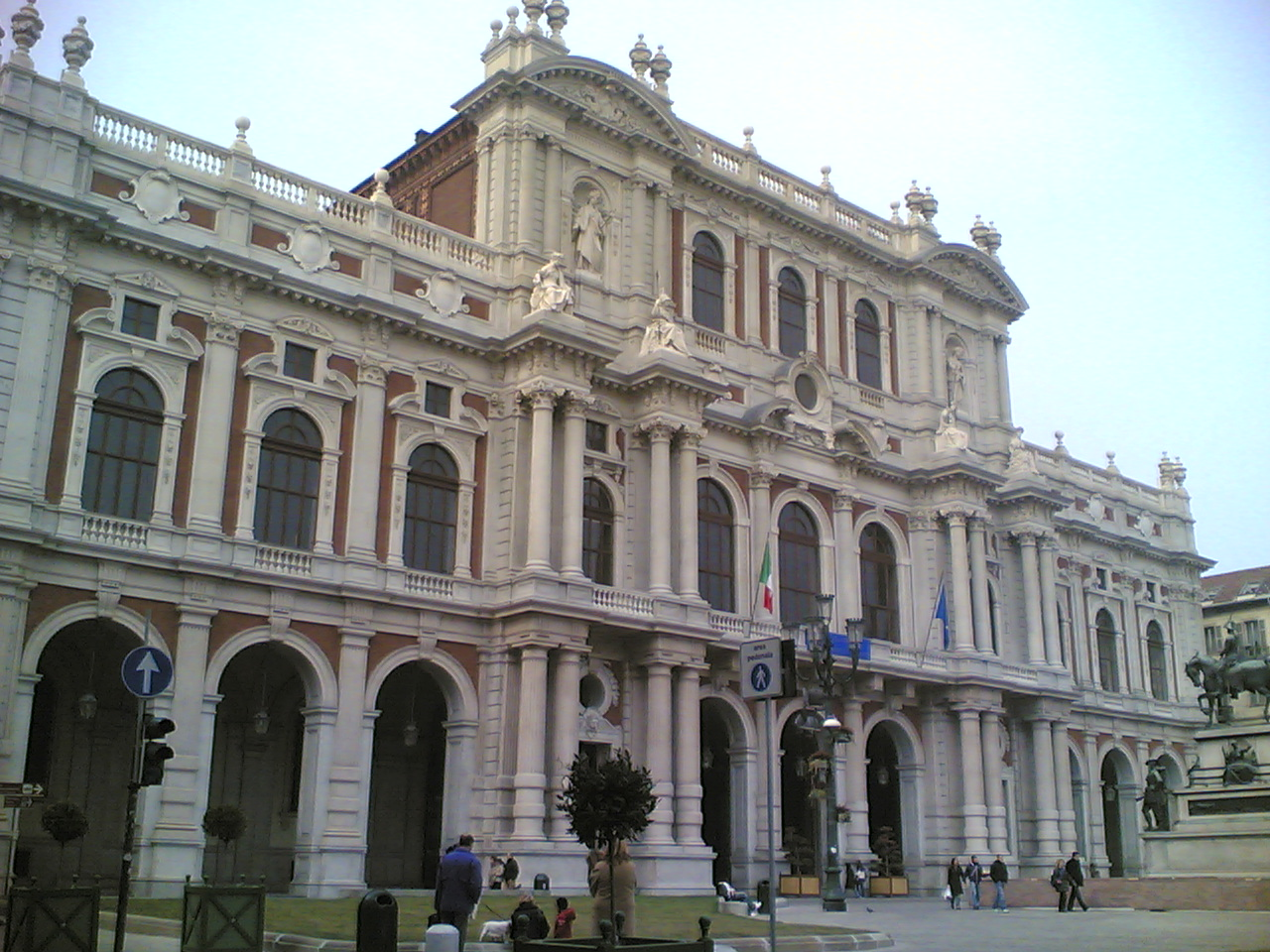
La fachada posterior, del, del palacio Carignano que da a la plaza de Carlos Alberto.

En la segunda mitad del siglo XVII Manuel Filiberto, príncipe de Carignano, encargó a Guarino Guarini (1624-1683) que diseñara un palacio para su familia. La construcción se comenzó en el año 1679. El edificio está realizado en un estilo barroco atípico. Destaca de esta obra la fachada ondulada, con ladrillo y formas estrelladas, que parece mudéjar y que revela las influencias de Guarino Guarini, entre ellas la tradición hispanoárabe. La estructura es singular: una torre elíptica de fachada ondulante y dos alas laterales se enlazan para formar un patio cuadrado ceñido completamente por el cuerpo de fábrica. En la fachada principal se distingue la elipse gracias a su ondulación.
Las decoraciones sobre las ventanas de la planta noble recuerdan la campaña de la familia Cariñano con los franceses contra los iroqueses en 1667.
María-Teresa de Saboya-Carignano, más tarde princesa de Lamballe y desgraciada confidente de la reina María Antonieta, nació aquí en el año 1749.
La tarde del 13 de marzo de 1821 Carlos Alberto de Saboya-Carignano, nacido aquí, a la luz de las velas, proclama la llamada «Constitución de España», una Carta otorgada semejante a la Constitución Española de 1812. Con el ascenso al trono en 1831 y el consiguiente traslado al Palacio Real, el palacio Carignano fue cedido al patrimonio del Estado para albergar primero el Consejo de Estado y luego la dirección de Correos. Desde 1848 hasta 1861 el palacio se usó como cámara de diputados del Parlamento Subalpino. En 1861, con el nuevo parlamento italiano, la cámara era demasiado pequeña para albergar la cámara de diputados. En el curso de las labores de ampliación ejecutadas por Giuseppe Bollati sobre un proyecto de Gaetano Ferri entre 1864 y 1871 se construyó la fachada posterior, sobre la actual plaza de Carlos Alberto, en estilo ecléctico en piedra blanca y estuco rosa, porticado en la planta inferior y una balaustrada sobre el techo realzado en el centro. Un gran fresco decorativo sobre la fachada principal con la inscripción QVI NACQVE VITTORIO EMANVELE II fue añadido en el año 1884 por Carlo Ceppi, respetando el estilo barroco. Se recuerda con dicha inscripción que allí nació el primer rey de Italia, Víctor Manuel en 1820.

## Museo Nacional delRisorgimento
Actualmente, el palacio Carignano alberga el Museo Nacional del Risorgimento (en italiano, Museo Nazionale del Risorgimento italiano). Se trata de uno de los más importantes museos históricos italianos. Está dedicado, como indica su nombre, al periodo histórico del Risorgimento, la unificación política de Italia, que aconteció en la década de los 60 del siglo XIX.
La decisión de fundar el museo se toma en 1878, no muchos años después de la unidad de Italia, pero solo se abrió al público en 1908. Inicialmente estuvo alojado en la Mole Antonelliana, transfiriéndose a este Palacio Carignano en el año 1938.
Los objetos expuestos son muy variados: armas, uniformes, documentos, manuscritos y obras figurativas. La exposición ocupa cerca de 3000 m² distribuidos en 26 salas y cubre un periodo más amplio que el risorgimento en sí: la narración se inicia de hecho en el siglo XVIII y llega hasta finales de la Segunda Guerra Mundial.
El Museo cuenta en su planta superior con una amplia biblioteca que contiene un gran número de fuentes primarias y secundarias sobre el Risorgimento y su época.